# Gheorghe Albu
Gheorghe Albu (ur. 12 września 1909 w Aradzie, zm. 26 czerwca 1974 w Fogaraszu) – rumuński piłkarz i trener, reprezentant kraju grający na pozycji obrońcy.

## Kariera klubowa
Albu szkolił się od 1924 w AMEF Arad. Karierę piłkarską na szczeblu seniorskim rozpoczął w 1929 w klubie Gloria Arad. Podczas gry w tym klubie zadebiutował w reprezentacji. Z klubem tym w 1930 osiągnął finał mistrzostw Rumunii, w którym to Gloria poległa 0:3 z zespołem Juventusu Bukareszt. 
W 1933 przeszedł do drużyny Venus Bukareszt. Wraz z zespołem 4 razy wygrał ligę w latach 1933/1934, 1936/37, 1938/1939, 1939/1940. Osiągnął także finał Pucharu Rumunii w 1940. Łącznie dla Venusa zagrał w 110 spotkaniach, w których strzelił 6 bramek. W 1940 przeszedł do zespołu FC Craiova. Grał w nim do 1944 i w 42 rozegranych spotkaniach strzelił 10 bramek. W 1944 zakończył karierę piłkarską.
| Sezon   | Klub            | Kraj    | Rozgrywki | Mecze | Bramki |
| ------- | --------------- | ------- | --------- | ----- | ------ |
| 1929/30 | Gloria Arad     | Rumunia |           |       |        |
| 1930/31 | Gloria Arad     | Rumunia |           |       |        |
| 1931/32 | Gloria Arad     | Rumunia |           |       |        |
| 1932/33 | Gloria Arad     | Rumunia | Liga I    | 11    | 0      |
| 1933/34 | Venus Bukareszt | Rumunia | Liga I    | 9     | 3      |
| 1934/35 | Venus Bukareszt | Rumunia | Liga I    | 22    | 0      |
| 1935/36 | Venus Bukareszt | Rumunia | Liga I    | 21    | 0      |
| 1936/37 | Venus Bukareszt | Rumunia | Liga I    | 22    | 0      |
| 1937/38 | Venus Bukareszt | Rumunia | Liga I    | 18    | 0      |
| 1938/39 | Venus Bukareszt | Rumunia | Liga I    | 17    | 3      |
| 1939/40 | Venus Bukareszt | Rumunia | Liga I    | 1     | 0      |
| 1940/41 | FC Craiova      | Rumunia | Liga I    | 16    | 6      |
| 1941/42 | FC Craiova      | Rumunia |           |       |        |
| 1942/43 | FC Craiova      | Rumunia | Liga I    | 20    | 3      |
| 1943/44 | FC Craiova      | Rumunia | Liga I    | 6     | 1      |

## Kariera reprezentacyjna
Karierę reprezentacyjną rozpoczął 10 maja 1931 meczem przeciwko Bułgarii, który Rumunia wygrała 5:2. W 1934 roku został powołany na Mistrzostwa Świata 1934. Wystąpił w spotkaniu z Czechosłowacją przegranym 1:2. 
Po raz ostatni w reprezentacji wystąpił 4 grudnia 1938 w meczu przeciwko Czechosłowacji przegranym 2:6. W sumie w latach 1931–1938 w reprezentacji zagrał w 42 spotkaniach.
| Mecze i gole w reprezentacji | Mecze i gole w reprezentacji | Mecze i gole w reprezentacji | Mecze i gole w reprezentacji | Mecze i gole w reprezentacji | Mecze i gole w reprezentacji | Mecze i gole w reprezentacji |
| #                            | Data                         | Miasto                       | Przeciwnik                   | Gol                          | Wynik                        | Rozgrywki                    |
| ---------------------------- | ---------------------------- | ---------------------------- | ---------------------------- | ---------------------------- | ---------------------------- | ---------------------------- |
| 1.                           | 10.05.1931                   | Bukareszt                    | Bułgaria                     |                              | 5:2                          | Balkan Cup                   |
| 2.                           | 28.06.1931                   | Zagrzeb                      | Jugosławia                   |                              | 4:2                          | Balkan Cup                   |
| 3.                           | 23.08.1931                   | Warszawa                     | Polska                       |                              | 3:2                          | towarzyski                   |
| 4.                           | 26.08.1931                   | Kowno                        | Litwa                        |                              | 4:2                          | towarzyski                   |
| 5.                           | 20.09.1931                   | Oradea                       | Czechosłowacja               |                              | 4:1                          | Puchar Europy Centralnej     |
| 6.                           | 04.10.1931                   | Budapeszt                    | Węgry                        |                              | 0:4                          | Puchar Europy Centralnej     |
| 7.                           | 29.11.1931                   | Ateny                        | Grecja                       |                              | 4:2                          | Balkan Cup                   |
| 8.                           | 08.05.1932                   | Bukareszt                    | Austria                      |                              | 4:1                          | Puchar Europy Centralnej     |
| 9.                           | 12.06.1932                   | Bukareszt                    | Francja                      |                              | 6:3                          | towarzyski                   |
| 10.                          | 26.06.1932                   | Belgrad                      | Bułgaria                     |                              | 0:2                          | Balkan Cup                   |
| 11.                          | 28.06.1932                   | Belgrad                      | Grecja                       |                              | 3:0                          | Balkan Cup                   |
| 12.                          | 03.07.1932                   | Belgrad                      | Jugosławia                   |                              | 1:3                          | Balkan Cup                   |
| 13.                          | 02.10.1932                   | Bukareszt                    | Polska                       |                              | 0:5                          | towarzyski                   |
| 14.                          | 16.10.1932                   | Linz                         | Austria                      |                              | 1:0                          | Puchar Europy Centralnej     |
| 15.                          | 04.06.1933                   | Bukareszt                    | Bułgaria                     |                              | 7:0                          | Balkan Cup                   |
| 16.                          | 08.06.1933                   | Bukareszt                    | Grecja                       |                              | 1:0                          | Balkan Cup                   |
| 17.                          | 11.06.1933                   | Bukareszt                    | Jugosławia                   |                              | 5:0                          | Balkan Cup                   |
| 18.                          | 24.09.1933                   | Bukareszt                    | Węgry                        |                              | 5:1                          | Puchar Europy Centralnej     |
| 19.                          | 29.10.1933                   | Berno                        | Szwajcaria                   |                              | 2:2                          | El. MŚ 1934                  |
| 20.                          | 25.03.1934                   | Pardubice                    | Czechosłowacja               |                              | 2:2                          | Puchar Europy Centralnej     |
| 21.                          | 29.04.1934                   | Bukareszt                    | Jugosławia                   |                              | 2:1                          | El. MŚ 1934                  |
| 22.                          | 27.05.1934                   | Triest                       | Czechosłowacja               |                              | 1:2                          | MŚ 1934                      |
| 23.                          | 14.10.1934                   | Lwów                         | Polska                       |                              | 3:3                          | towarzyski                   |
| 24.                          | 27.12.1934                   | Ateny                        | Grecja                       |                              | 2:2                          | Balkan Cup                   |
| 25.                          | 30.12.1934                   | Ateny                        | Bułgaria                     |                              | 3:2                          | Balkan Cup                   |
| 26.                          | 01.01.1935                   | Ateny                        | Jugosławia                   |                              | 0:4                          | Balkan Cup                   |
| 27.                          | 17.06.1935                   | Sofia                        | Jugosławia                   |                              | 0:2                          | Balkan Cup                   |
| 28.                          | 19.06.1935                   | Sofia                        | Bułgaria                     |                              | 0:4                          | Balkan Cup                   |
| 29.                          | 24.06.1935                   | Sofia                        | Grecja                       |                              | 2:2                          | Balkan Cup                   |
| 30.                          | 25.08.1935                   | Erfurt                       | Niemcy                       |                              | 2:4                          | towarzyski                   |
| 31.                          | 01.09.1935                   | Sztokholm                    | Szwecja                      |                              | 1:7                          | towarzyski                   |
| 32.                          | 03.11.1935                   | Bukareszt                    | Polska                       |                              | 4:1                          | towarzyski                   |
| 33.                          | 10.05.1936                   | Bukareszt                    | Jugosławia                   |                              | 3:2                          | towarzyski                   |
| 34.                          | 17.05.1936                   | Bukareszt                    | Grecja                       |                              | 5:2                          | Balkan Cup                   |
| 35.                          | 24.05.1936                   | Bukareszt                    | Bułgaria                     |                              | 4:1                          | Balkan Cup                   |
| 36.                          | 04.10.1936                   | Bukareszt                    | Węgry                        |                              | 1:2                          | towarzyski                   |
| 37.                          | 18.04.1937                   | Bukareszt                    | Czechosłowacja               |                              | 1:1                          | Puchar Sąsiadów              |
| 38.                          | 10.06.1937                   | Bukareszt                    | Belgia                       |                              | 2:1                          | towarzyski                   |
| 39.                          | 27.06.1937                   | Bukareszt                    | Szwecja                      |                              | 2:2                          | towarzyski                   |
| 40.                          | 06.09.1938                   | Belgrad                      | Jugosławia                   |                              | 1:1                          | Puchar Sąsiadów              |
| 41.                          | 25.09.1938                   | Bukareszt                    | Niemcy                       |                              | 1:4                          | towarzyski                   |
| 42.                          | 04.12.1938                   | Praga                        | Czechosłowacja               |                              | 2:6                          | Puchar Sąsiadów              |

## Kariera trenerska
Karierę trenerską rozpoczął w 1946 w klubie FC Craiova. W 1947 został trenerem zespołu Dermata Cluj. Trenował zespół przez rok. W 1950 został na kilka miesięcy selekcjonerem reprezentacji Rumunii. W 1952 prowadził klub z rodzinnego miasta UT Arad. W 1957 trenował drużynę Textila Sfântu Gheorghe. W 1958 został trenerem klubu Foresta Fălticeni. W 1959 pracował w Vagonul Arad. W 1964 awansował z tym zespołem do Ligi II. W tym samym roku zakończył karierę trenerską.

## Sukcesy

### Zawodnik
Gloria Arad
- Wicemistrzostwo Liga I (1): 1929/30

 Venus Bukareszt
- Mistrzostwo Liga I (4): 1933/34, 1936/37, 1938/39, 1939/40
- Finał Pucharu Rumunii (1): 1939/40

### Trener
Vagonul Arad
- Mistrzostwo Liga III (1): 1963/64